# Flughafen Roatán

i7
i11
i13
Der Flughafen Roatán (spanisch Aeropuerto Internacional de Roatán, IATA-Code: RTB, ICAO-Code: MHRO) ist ein internationaler Flughafen auf der zur Karibik gehörenden Ferieninsel Roatán im Norden des Staatsgebietes von Honduras. Er dient hauptsächlich touristischen Zwecken.

## Geschichte
Bereits seit den 1960er Jahren existierte hier ein Regionalflughafen. Der Ausbau zum internationalen Flughafen erfolgte in den 1990er Jahren.

## Lage
Der Flughafen Roatán liegt bei der Inselhauptstadt Coxen Hole auf der ca. 80 km vor der Nordküste von Honduras gelegenen Karibikinsel Roatán auf einer Höhe von nur ca. 6 m; die Entfernung nach Tegucigalpa beträgt insgesamt etwa 300 km (Luftlinie).

## Flüge
Täglich gehen mehrere Flüge nach Tegucigalpa und zu anderen nationalen Zielorten; darüber hinaus finden auch Flüge in die USA und nach Kanada statt.

## Passagierzahlen
Der Flughafen hatte im Jahr 2016 über 350.000 Passagiere. Wenige Jahre danach ist die Anzahl der Fluggäste infolge der COVID-19-Pandemie deutlich zurückgegangen.

## Zwischenfälle
- Am 18. März 1990 kam eine aus Guanaja kommende und zum Weiterflug nach San Pedro Sula vorgesehene Douglas C-47A-75-DL (DC-3) der SAHSA (Luftfahrzeugkennzeichen HR-SAZ) bei der Zwischenlandung auf dem Flughafen Roatán wegen starker Seitenwinde von der Landebahn ab und rollte ins Karibische Meer. Bei dem Unfall starben sieben der 32 Insassen an Bord (siehe auch Flugunfall einer Douglas DC-3 der SAHSA 1990).

- Am 17. März 2025 stürzte eine BAe Jetstream 32 der Línea Aérea Nacional de Honduras (LANHSA) (HR-AYW) auf dem Weg vom Flughafen Roatán nach La Ceiba nur einen Kilometer nach dem Start in den Atlantik. Von den 18 Personen an Bord kamen 13 bei dem Absturz ums Leben. Die Polizei ging unmittelbar nach dem Unfall von einem mechanischen Defekt als Ursache aus (siehe auch Línea-Aérea-Nacional-de-Honduras-Flug 018).[4][5]